# 동래온천

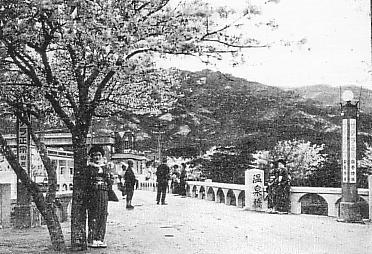
1930년대의 동래온천 입구.

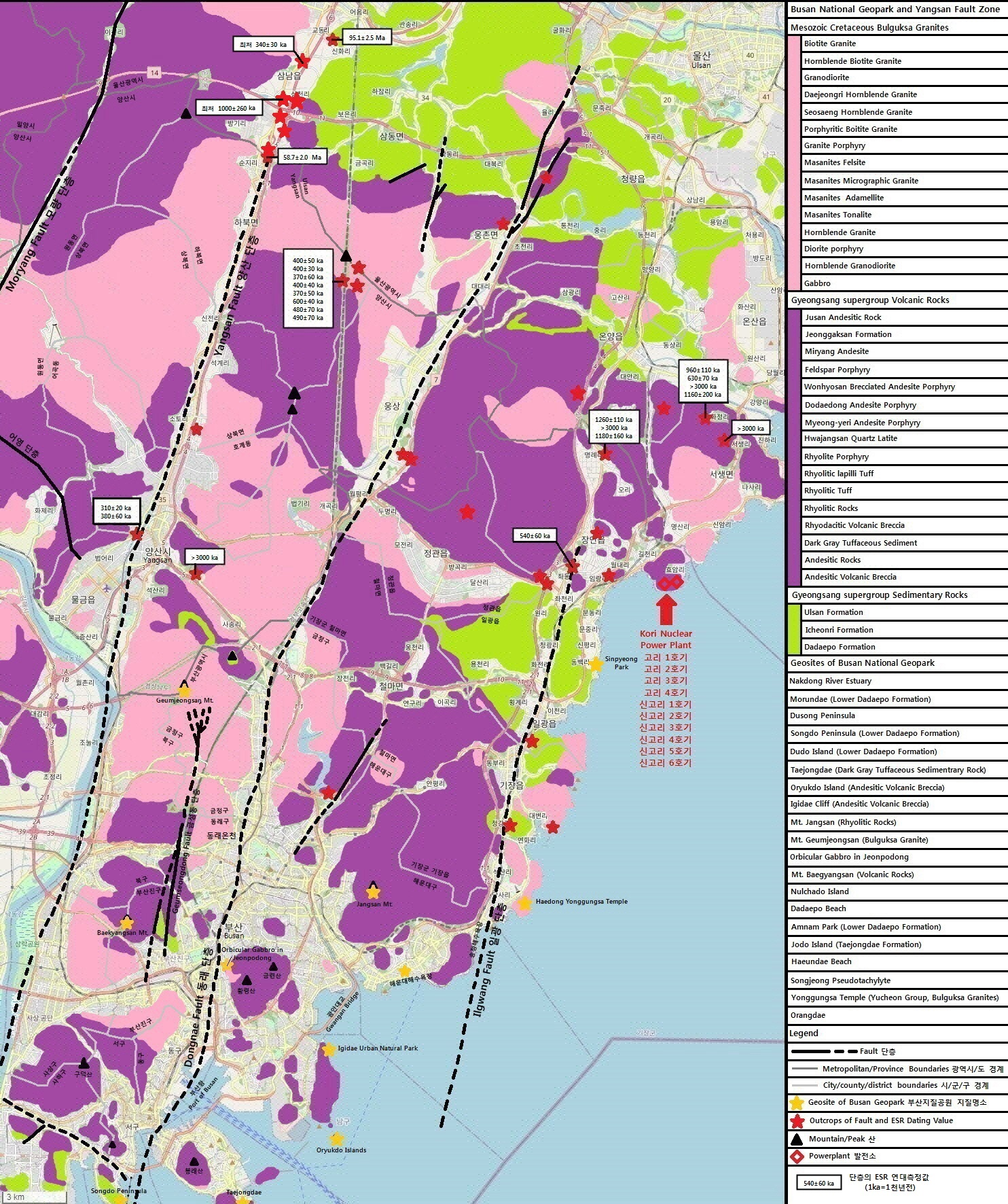
동래온천과 부산광역시의 지질

동래온천(東萊溫泉), 일명 허심청(虛心廳), 또는 온천장(溫泉場)은 부산에서 동북 13 km 지점, 태백산맥 중의 금정산맥(金井山脈) 동쪽의 급사면과 그 동쪽 평야와의 회합점에 위치하는 전국 유수의 온천이다. 물의 온도가 섭씨 55도인 알칼리성 식염천이다.
이미 신라 때부터 알려졌으나 1883년 개항 당시부터 일본인에 의하여 본격적으로 개발되기 시작하였다. 그 후 전차와 버스가 운행됨에 따라 많은 관광휴양객이 모여들어 드디어 온천도시로 발전되었다가, 8·15 광복 후 부산지역에 편입되고 지금은 연속된 시가지가 되어 관광객이 연중 끊임 없다.

## 동래 온천의 지질과 지하수 매커니즘
양산 단층과 동래 단층 사이의 만덕고개-금정산 일대에는 이들 단층과 거의 평행한 북북동 내지 남-북 방향의 금성동 단층과 이와 사교(斜交)하는 북동, 동-서 그리고 북서 방향의 단층들이 존재함이 확인되었다. 금성동 단층은 만덕터널 인근에서 북북동 방향으로 북쪽으로 금정산성 남문으로 연장되며 남문에 이르러 남-북 방향으로 굴곡되면서 여러 개의 소단층들로 분기(spray)되는 양상을 보인다. 이들 분기된 단층들은 금성동 분지 지역을 통과하면서 북북서 방향으로 굴곡되는 특성을 보인다. 따라서 단층 운동에 의해 만들어진 파쇄대의 폭은 북쪽으로 갈수록 넓어진다. 남문 인근에서 관찰된 이 단층의 노두에서는 북동 주향에 경사 남동 70°의 자세를 보이는 단층비지대가 수 cm 의 폭으로 인지되고 비지대 양쪽으로 수 m 의 폭을 갖는 단층 파쇄대가 관찰된다. 금정산성 서문 일대와 만덕동에는 동북동~동-서 방향의 단층이 최소 4개 이상 존재하며 이들 단층 중 서문 일대의 단층은 남-북 방향의 금성동 단층과 교차한다. 또한, 금성동 단층과 동래 단층 사이에도 동-서, 북서, 북동 방향의 단층들이 최소 6개 이상 존재하는데 특히 동래 온천장 서편에는 동-서 방향의 단층이 금성동 단층과 동래 단층을 연결시키고 있다.
금성동 단층은 연장성이 좋은 하나의 불연속면으로 이루어진 교과서적인 단층이 아니라 전단 단열(斷列; 균열)들의 조합으로 이루어진 파쇄대를 형성하고 있는 것으로 보인다. 금성동 단층 파쇄대를 따라 발달하는 암맥들은 지하의 균열을 따라 다수가 존재할 가능성이 높다. 단열의 발달은 일반적으로 지하 4 km 이내에 국한되나 금성동 단층 파쇄 단열면을 따라 염기성 암맥군이 수동적으로 관입하고 있는 것으로 보아 현재 지표에서 관찰되는 단열들은 적어도 지하 3~4 km 깊이까지는 연장될 것으로 보인다.
금성동 산성마을에는 동쪽으로 경사진 단열들이 밀집되어 있으며 이곳에 모인 지하수는 대부분이 동쪽으로 경사진 남-북 방향 단열면을 따라 그리고 남동향으로 경사진 단열들에 의해 동래 온천의 지하로 이동될 가능성이 크다. 동래 온천은 서쪽으로 금정산에 의해, 동쪽으로는 동래 단층에 의해 규제되어 동래구 온천1동에 매우 제한적으로 발달한다. 이는 동래 단층을 따라 발달하는 단층 비지대가 자연적인 지하 차수벽의 역할을 하여 지하수의 흐름을 규제하고 있으며 단층의 동쪽과 서쪽의 지하수 유동 체계가 서로 단절되어 있음을 의미한다. 따라서 온천 1동 지하수의 대부분은 동쪽보다는 서쪽 금정산 지역에서 유입되었을 가능성이 매우 높다. 따라서 금성동 분지에서 모인 물이 단층 파쇄대와 단열을 따라 지하로 유입되어 동래 온천으로 유입될 가능성이 충분하다. 지열수의 순환은 적어도 지하 3,500 m 깊이까지 일어나는 것으로 알려져 있으며, 동래 온천의 지열수 용출 온도는 50.6~66.4°C 이고 동래 온천의 심부 지열수 온도는 약 130°C 로 산정된다. 한반도 동남부의 지하증온률은 km 당 28°C 이므로 130°C에 해당하는 지열원의 깊이는 약 4.1 km 로 산정된다. 동래 온천의 열원과 관련된 금정산의 화강암(Kada, 마산암류 아다멜라이트)의 연대는 중생대 백악기 말로서 지열 개발의 측면에서는 화강암의 연대가 비교적 오래되어 지열수가 130°C의 고온에 도달하기 위해서는 그 순환 깊이가 깊어야 할 것이다. 따라서 구조 지질, 수리 지질, 지화학적 증거들로 볼 때, 금성동 산성마을 분지에서 모인 지하수는 최소한 지하 3~4 km의 깊이까지 순환한 후 동래 온천으로 유입되는 것으로 해석된다.
부산 지역에서 지역적인 수리적 특성을 비교한 결과, 동래 지역의 미고결층은 기반암으로 이루어진 금정산 지역에 비해 10배 이상 더 크게 나타난다. 그러나 양정동과 동구 좌천동 일대 미고결층의 평균 수리전도도는 금정산의 기반암보다 더 작게 나타나는데, 이와 같은 차이를 보이는 이유는 동래 지역의 관측공(孔)들은 동래 단층 내의 주변부 쪽에 가까운 단층 파쇄대에 위차하지만, 부산진구 양정동과 동구 좌천동에 위치한 관측공들은 동래 단층대 중심부의 단층 점토층에 위치하고 있기 때문인 것으로 판단된다. 즉 동래 단층대의 중심부에는 단층 점토가 발달되어 지하수 흐름에 장애가 되는 것을 알 수 있다. 금정산 일대 암반층의 평균 수리전도도는 부산 도심 지역 미고결층보다 낮지만, 일부 관측공에서는 높은 값을 보여준다. 즉, 금성동 지역 관측공의 수리전도도는 금정산 일대의 다른 관측공들에 비해 약 50배 정도 더 큰 값을 보여준다. 이는 동래 단층에 수반되는 하나의 단층인 금성동 단층이 지하수 흐름의 통로 역할을 할 수 있음을 지시한다.

## 설화
- 신라 시대에 동래 고을에 다리를 쓰지 못하는 절름발이 노파가 한 명 살고 있었다고 한다. 어느 날 집 근처에 있는 논에 학이 한 마리 날아와서 있는데 그 학도 노파와 마찬가지로 다리를 절룩거리면서 돌아 다니고 있었기에 노파가 같은 처지에 놓인 이 학을 동정하면서 함께 지냈다. 그러고 사흘째 되던 날에 학이 다리가 완쾌되어 근처를 몇 바퀴 돌다가 힘차게 날아서 떠나가 버렸는데 노파가 이상하게 여겨서 학이 있던 자리에 가보니깐 뜨거운 물이 솟아나고 있었고 그 샘물에 다리를 담근 노파는 며칠 뒤에 다리가 완쾌되어서 마음대로 움직일 수 있게 되었다고 한다. 이후 이 곳을 사람들이 온천이라고 불렀다고 한다.

## 같이 보기
- 부산광역시의 지질
- 부산광역시
- 온천천
- 백암온천